# Ябруд
Ябруд (на арабски: يبرود) е град в югозападната част на Сирия, разположен в мухафаза Риф Дамаск, на 1415 метра надморска височина. Намира се на 80 километра северно от столицата Дамаск.

## Население
Население на града през годините:
| 1981   | 2003   | 2012   |
| ------ | ------ | ------ |
| 17 064 | 38 194 | 47 136 |

## Личности
Родени в Ябруд
- Антун Макдиси (1914/15-2005) - сирийски философ, политик и защитник на човешките права[3]